# Prašice
Prašice (deutsch Praschitze, ungarisch Nyitraperjés – bis 1907 Prasic) ist ein Ort und eine Gemeinde im Westen der Slowakei, mit 1973 Einwohnern (Stand 31. Dezember 2024). Sie gehört zum Okres Topoľčany, einem Kreis des übergeordneten Nitriansky kraj.

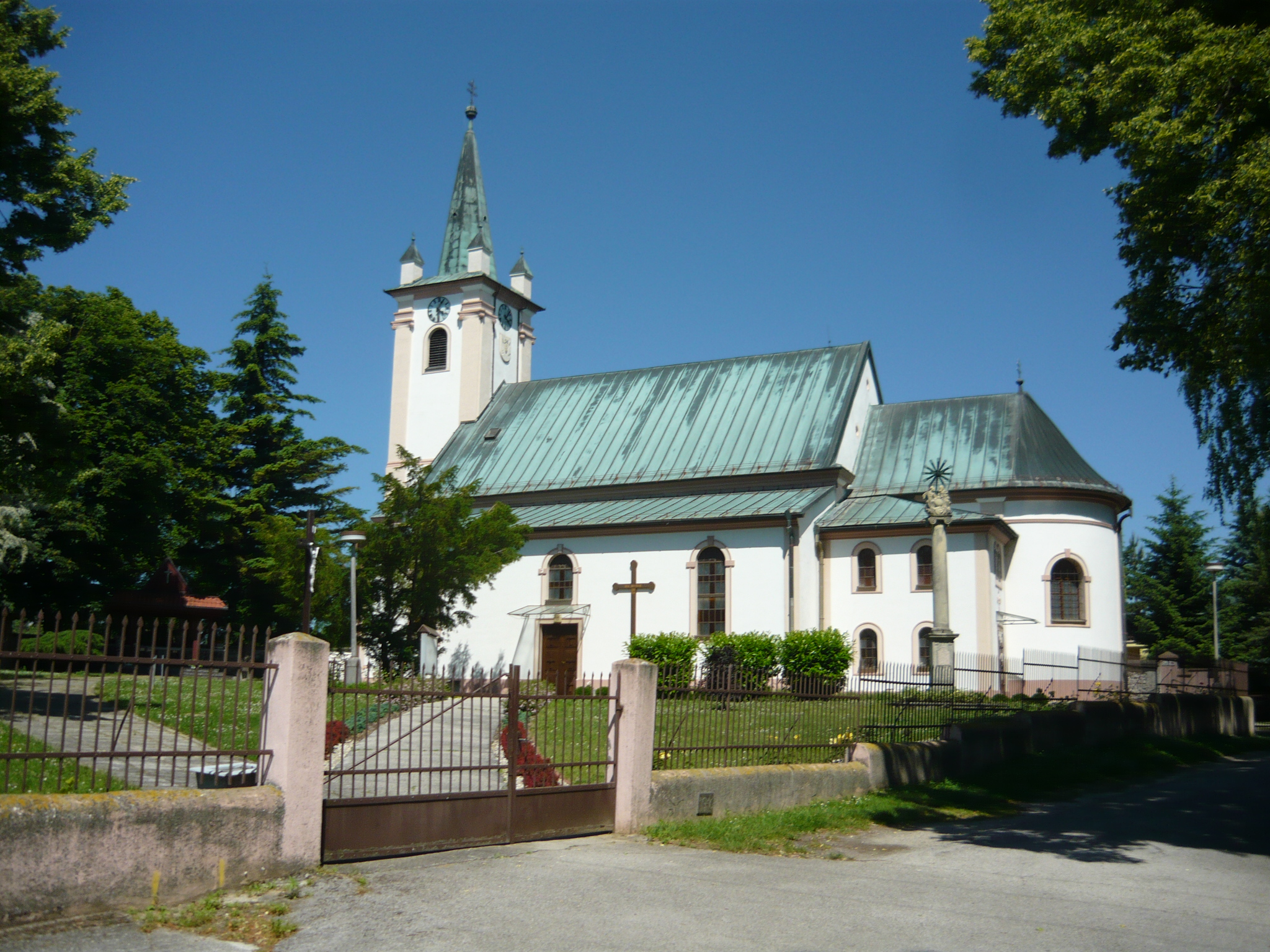
St.-Jakobs-Kirche

## Geographie
Prašice liegt im Nordteil des slowakischen Donauhügellands, Unterteil Nitrianska pahorkatina (deutsch Neutraer Hügelland) am Bach Železnica. Nördlich des Hauptortes erhebt sich der Gebirgszug Považský Inovec. Das Ortszentrum ist 12 Kilometer von Topoľčany entfernt.
Verwaltungstechnisch besteht die Gemeinde nur aus dem Ort Prašice, doch gehören folgende Gemarkungen zur Gemeinde: Duchonka, Nový Svet und Okšov Mlyn.

## Geschichte
Prašice wurde zum ersten Mal 1245 als Periese schriftlich erwähnt, als das Geschlecht Gut-Keled erhielt den Ort vom ungarischen König Béla IV. In der zweiten Hälfte des 13. Jahrhunderts gehörte er zum Geschlecht Csák, nach dem Tod von Matthäus Csák wurde er wieder zum königlichen Besitz. Später gehörte sie zum Herrschaftsgut von Topoltschan oder Tovarníky. 1530 brannte der Ort nach einem türkischen Angriff nieder. In Prašice waren insbesondere Töpferei, Bildhauerei, Schneiderei und Schuhmacherei gut entwickelt.
Nach 1918 kam der im Königreich Ungarn (Komitat Neutra) liegende Ort zur Tschechoslowakei. Nach dem Zweiten Weltkrieg kam es dank der Errichtung des Erholungsortes Duchonka zur Entwicklung des touristischen Verkehrs.

## Bevölkerung
| Jahr                | 1994 | 2004    | 2014    | 2024    |
| ------------------- | ---- | ------- | ------- | ------- |
| Anzahl der Personen | 2090 | 2066    | 2041    | 1973    |
| Unterschied         |      | −1,14 % | −1,21 % | −3,33 % |

| Jahr                | 2023 | 2024    |
| ------------------- | ---- | ------- |
| Anzahl der Personen | 1986 | 1973    |
| Unterschied         |      | −0,65 % |

## Sehenswürdigkeiten
- barocke römisch-katholische Jakobskirche aus dem Jahr 1758
- Kapelle der Siebenschmerzigen Jungfrau Maria aus dem Jahr 1820
- Jagdschloss in der Gemarkung Duchonka aus dem Jahr 1930
- Denkmäler an die Opfer des Ersten und Zweiten Weltkrieges und Gefallenen während des SNP

## Persönlichkeiten
- Ľubomír Paulovič (1952–2024), Schauspieler